# Джордж Френсіс Аткінсон
Джордж Френсіс Аткінсон (англ. George Francis Atkinson; 26 січня 1854 — 14 листопада 1918) — американський міколог та ботанік.
Навчався у коледжі (Olivet College) з 1878 до 1883 року та отримав ступінь бакалавра філософії у Корнельському університеті у 1885 році. Доцент ( assistant professor) кафедри ентомології та зоології з 1885 до 1886 року, ад'юнкт-професор ( associate professor) з 1886 до 1888 року в Університеті Північної Кароліни .
Професор ботаніки та зоології в Університеті Південної Кароліни з 1888 до 1889 року та ботанік при дослідній станції університету. З 1889 до 1892 року викладав біологію в Алабамському політехнічному інституті, з 1892 до 1893 був доцентом по криптогамним рослинам у Корнельському університеті, потім ад'юнкт-професором з 1893 до 1896 року, згодом, з 1896 року, завідував кафедрою ботаніки. Був президентом Ботанічного товариства Америки з 1905 до 1907 року.
Описав велику кількість ботанічних таксонів.

## Публікації
- Some Fungi of Blowing Rock, 1893.
- «Leaf curl and plum pockets» in Cornell University Agricultural Experiment Station Bulletin 73 pp. 319 — 355
- Studies of American fungi. Mushrooms, edible, poisonous, 1900.
- «A parasitic alga, Rhodochytrium spilanthidis Lagerheim, in North America» in Botanical Gazette 46 pp. 299—301
- «Observations on Polyporus lucidus Leys. and some of its allies from Europe and North America» in Botanical Gazette 1908 46:5 pp. 321—338
- «Some problems in the evolution of the lower fungi» in Annales Mycologici (Annals of Mycology) 7 pp. 441—472
- «Some fungus parasites of algae» in Botanical Gazette 48 pp. 321 — 338
- «Phylogeny and relationships in the Ascomycetes» in Annals of the Missouri Botanical Garden 2:1 pp. 315 — 376
- «Six misunderstood species of Amanita» in Memoirs of the Torrey Botanical Club 17 pp. 246 — 252
- «The genus Endogone» in Memoirs of the Brooklyn Botanical Garden 1 pp. 1 — 17
- «Charles Horton Peck» in Botanical Gazette 65 pp. 103—108
- «The genus Galerula in North America» in Proceedings of the American Philosophical Society 57 pp. 357—374
- «Preliminary notes on some new species of agarics» in Proceedings of the American Philosophical Society 57:4 pp. 354—356
- Collybia campanella Peck, and its near relatives in the Eastern United States, 1918.